# 蛙盾蛭
蛙盾蛭（学名：Placobdella okadai）为舌蛭科盾蛭属的动物，俗名冈田盾蛭。分布于琉球群岛、日本以及中国大陆的北京、江苏、四川等地，营寄生生活，能吸附在金线蛙和棘腹蛙等的体表以及胸部和腋下以及亦发现有寄生于乌龟的口腔里的。该物种的模式产地在琉球奄美大岛。